# جيمس "سوني" كروكيت
المحقق جيمس «سوني» كروكيت (بالإنجليزية: James "Sonny" Crockett)‏ أو ما يعرف ب سونى كروكيت هو شخصية خيالية في مسلسل تلفزيوني ميامي فايس. لعب دور كروكيت في الأصل من قبل دون جونسون في المسلسل التلفزيوني من عام 1984 إلى عام 1990، ولاحقًا بواسطة كولين فاريل في الفيلم الطويل في عام 2006. ظهر كروكيت في كل حلقة من حلقات ميامي فايس باستثناء حلقة الموسم الخامس "Borrasca". كما ظهر في ألعاب الفيديو والعديد من المراجع الثقافية الشعبية في العرض.

## ظهور

### التلفاز
جيمس كروكيت، المعروف أكثر باسم سوني كروكيت، هو محقق في قسم شرطة مترو ديد (الآن قسم شرطة ميامي ديد). وهو حاصل على رتبة رقيب محقق في قسم شرطة ميامي ديد.
كروكيت هو نجم كرة قدم سابق في جامعة فلوريدا تعرض لإصابة أنهت مسيرته الرياضية. خدم جولتين في فيتنام - أو كما يسميه، «مؤتمر جنوب شرق آسيا». انضم إلى مترو ديد في وقت ما بعد عودته من فيتنام، وفي الأكاديمية، أقام صداقات مع ايفان فرايد ومايك أورجيل. بدأ حياته المهنية في الشرطة أولاً كضابط دورية يرتدي الزي الرسمي، قبل أن يتم ترقيته إلى المخبر وتعيينه في قسم السرقة تحت إشراف الملازم فرانك مالون، حيث كان في شراكة مع المحقق فرانكل. في عام 1979، كان كروكيت وفرانكل يعملان متخفيين في قضية سرقة سيارة مصفحة من قبل فرانك هاكمان وطاقمه، ولكن تم تفجير أغطية هم وفي أوائل عام 1980، بعد أن أوصل كروكيت فرانكل إلى منزله، قتل فرانكل على يد هاكمان. بعد ساعات، اعتقل كروكيت هاكمان، الذي حُكم عليه فيما بعد بالإعدام. تم نقل كروكيت بعد ذلك إلى قسم محاربة الرذيلة، حيث تم تكليفه هو وفرايد وأورجيل بالتحقيق في مبيعات المخدرات غير القانونية في النوادي الليلية. عندما تبين أن بعض النوادي الليلية كانت عبارة عن بارات للمثليين، لم يرغب أورجيل في المشاركة. مضايقته بشأن ذلك، قام فرايد بتفريق أورجيل على أنه مثلي الجنس وبدأ في إساءة معاملته بإهانات معادية للمثليين. صمت كروكيت، الذي لم يكن يعرف كيف يتعامل مع الموقف. تم تكليف أورجيل بواجب مكتبي وانتهى به الأمر بارتكاب «انتحار شرطي» بمحاولة اعتقال مشتبه به على «فينسيكليدين» وهو يحمل بندقية. سينتهي الأمر بكروكت وفريد بحمل ذنب وفاته.
ظهر كروكيت لأول مرة في الحلقة التجريبية من ميامي فايس عام 1984 كنائب شرطي متخفي على أثر أحد أباطرة المخدرات الكولومبيين المعروفين ببساطة باسم «الكولومبي». بينما كان متخفيًا يلتقي بريكاردو «ريكو» تابس (فيليب مايكل توماس)، ضابط شرطة سري في شرطة نيويورك، والذي هو أيضًا على أثر تاجر مخدرات وقاتل شرطي، كالديروني (ميغيل بينيرو). كالديرون و «الكولومبي» هما نفس الشخص. يذهب كل من كروكيت وتابس متخفيين مثل سوني بورنيت وريكو كوبر على التوالي، في محاولة للاقتراب من كالديرون. لقد نجحوا وفي النهاية القبض عليه. مثلما يذهبون لرؤيته في السجن، يقوم كالديروني بدفع 2 مليون دولار لأخراجة من السجن وهو في طريقه إلى خارج البلاد. يعد كروكيت تابس بأنهم سيحصلون عليه، ولكن عندما يسأله المصالحة عما إذا كان مهتمًا بمهنة في «تطبيق القانون الجنوبي» (على سبيل المثال، الانتقال من شرطة نيويورك إلى قسم شرطة ميامي ديد)، وبالتالي بدء شراكتهم الجديدة.
في البداية، يبدو أن كروكيت يصعب التوافق معه (فكرة اعترف بها في حلقات Brother's Keeper ، Nobody Lives Forever). إنه رجل قليل الكلام وله مظهر خارجي قاس، ولكن يمكن أيضًا أن يكون شخصًا محبًا ومهتمًا. ينكشف جانبه اللطيف عندما يموت الضحايا الأبرياء أو يعانون من الظلم على أيدي الأشرار أو عندما يدفع شخص ما ثمن أخطاء الآخرين. يحتقر كروكيت أولئك الذين يستخدمون أو يخدعون الآخرين لأسباب تخدم مصالحهم الشخصية. إنه شخص أخلاقي للغاية يحترم بجدية وعوده والتزاماته ولا يتوقع أقل من الآخرين.
كروكيت هو مدخن سجائر. غالبًا ما يُرى وهو يدخّن السجائر في مواقف السيارات وداخل مقر نائب الرئيس. يميل إلى التدخين عندما يشعر بالقلق. في الموسم الرابع، يدعي أنه أقلع عن التدخين.
ينبع المظهر الخارجي الصعب لكروكيت جزئيًا من نوع العمل الذي يؤديه وأيضًا من التجارب القاسية من ماضيه، وفقدان الأصدقاء والشركاء والأشخاص الآخرين الذين كان قريبًا منهم أو يهتم بهم بشدة. من وقت لآخر، تطارده هذه الذكريات وهو يكافح مع مشاعر الذنب وبسبب القرارات الصعبة التي كان عليه اتخاذها. إنه قريب جدًا من أصدقائه وزملائه، سويتك وزيتو وجينا وترودى، وكذلك مع مشرفه، الملازم مارتن كاستيلو، وخاصة مع شريكه، ريكاردو تابس. يصور كروكيت على أنه شخصية مارقة تعيش وفقًا لمجموعة القواعد الخاصة به وغالبًا ما يغضب ويتعارض مع أوامر رؤسائه. يتم التأكيد على هذا الجزء من شخصيته من خلال حقيقة أنه يعيش على يخت شراعي يرسو في ميامارينا الفاخرة في ميامي ويحتفظ بتمساح كحيوان أليف على نفس القارب، ويقود سيارة فيراري - أولاً دايتونا سبايدر سوداء، وبعد أن دمرها صاروخ ستينغر، ثم يقود فيراري تيستاروسا. استخدمت الشخصية لأول مرة SIG Sauer P220 كسلاحها الناري الرئيسي في الحلقة التجريبية، ولكن تم استبدال هذا بـ Dornaus & Dixon's برين تن.[بحاجة لمصدر] بعد توقف Dornaus & Dixon عن العمل، نظرًا لأن المنتجين لن يستخدموا أسلحة متوقفة، فقد تحول إلى Smith &amp; Wesson Model 645 في الموسم الثالث،[بحاجة لمصدر] وفي الموسم الخامس، إلى خليفتها، موديل 4506 .[بحاجة لمصدر]
كان كروكيت متزوجًا من كارولين، وأنجب منها ابنًا، بيلي. بسبب الضغط الناجم عن مهنة كروكيت - العمل كنائب مخبر سري، «عيش الحياة» بعيدًا عن المنزل للحفاظ على «غلافه»، تقدمت كارولين بطلب الطلاق في عام 1984 وخططت للانتقال إلى أتلانتا مع بيلي. ومع ذلك، بسبب الإجراءات القانونية المريرة بشكل متزايد، قرر هو وكارولين فصل محاميهما وإعطاء علاقتهما فرصة أخرى. ومع ذلك، بعد أن نجا (مع بيلي) بالكاد من إصابة القاتل لودوفيتشي أرمسترونج، الذي استأجره كالديرون لقتل كروكيت، أدركت كارولين حقًا ضغوط وظيفته ومخاطرها واتفقوا على الطلاق، وابتعد كارولين وبيلي. بعد ذلك لم ير كروكيت بيلي لمدة ثلاث سنوات، حتى ذهب لرؤيته بعد إطلاق النار بطريق الخطأ على طفل يبلغ من العمر 13 عامًا أطلق عليه مسدسًا. في نفس الوقت تقريبًا، تم تكليف كروكيت بحماية مغنية البوب كيتلين ديفيز، التي كان من المقرر أن تشهد ضد مديرها السابق تومي لوي. على الرغم من أن كروكيت وديفيز اشتبكوا في البداية حول مهنتهم، فقد انتهى بهم الأمر إلى الوقوع في الحب بعد أن أنقذها كروكيت من ضربة قاتلها لوي، وتزوجا، وشراء منزل واتفقا على عدم السماح لبعضهما البعض بالتدخل في حياتهم المهنية.
قرب نهاية المسلسل، انخفض دور كروكيت في التحقيقات وبدأ في الإنهاك. بينما كان ديفيس بعيدًا في جولة أوروبية، تم إطلاق النار على كروكيت أثناء أداء واجبه من قبل صديقة تاجر مخدرات أطلق عليه الرصاص، وترك في المستشفى يقاتل من أجل حياته، لكنه تعافى. ومع ذلك، بعد أن عادت كيتلين من جولتها وتم لم شملها مع كروكيت، قُتلت على يد هاكمان (الذي كان كروكيت قد أطلق سراحه خطأً من طابور الإعدام قبل عامين). عندما علم أنها كانت حاملاً لمدة ستة أسابيع بطفلهما، انغمس كروكيت في حالة سكر، وتعقب هاكمان وقتله بدم بارد. لن يتعافى تمامًا من موت ديفيز. بعد أن وقع انفجار قارب أثناء عماله السرية، عانى كروكيت من فقدان الذاكرة وتبنى لفترة وجيزة اسم غلافه «سوني بورنيت»، وبدأ العمل مع عصابات المخدرات في ميامي. ومع ذلك، بعد أن نجا من انفجار سيارة مفخخة في حياته، عادت ذاكرته، ومذعورا مما أصبح عليه، ولم يجد بديلاً، سلم نفسه إلى فرقته. ومع ذلك، بعد أن فقد ثقة أصدقائه ومواجهة خطر التعرض للسجن بسبب الجرائم التي ارتكبها بورنيت، هرب كروكيت من الحجز وأسقط بقية الكارتل، مما أدى إلى إنقاذ حياة تابس. على الرغم من أنه ساعده تابس في استعادة بعض الثقة التي فقدها، إلا أنه لا يزال يتعين عليه الرد على جرائمه، وأمر بأخذ إجازة وسيتعين عليه الخضوع للاستجواب والتقييمات النفسية. على الرغم من تبرئته لاحقًا وبدأ أصدقاؤه يثقون به ببطء مرة أخرى، إلا أنه لا يزال يعاني من ندوب عقلية لحياته القصيرة مثل بورنيت.
بالإضافة إلى المآسي الشخصية المذكورة أعلاه، فقد الثقة أيضًا في عمله عندما أدرك أنه لا يستطيع الفوز في المعركة ضد جميع عصابات المخدرات والمحتالين مع وجود العديد من الآخرين الذين ينتظرون في الأجنحة ليحلوا محل أولئك الذين ضبطهم، وواجه فسادًا متزايدًا في نظام العدالة الذي كان يعمل على دعمه، مع ثروة المحامين وكبار مسؤولي الشرطة ذوي العقلية السياسية المتحمسين للغاية لتقييد محاولاته لمكافحة تدفق المخدرات من أجل التقدم في حياتهم المهنية. يأتي تابس لاحقًا إلى نفس الإدراك.
ستأتي نقطة الانهيار في الحلقة الأخيرة من المسلسل، عندما يتم تكليف الاثنين بحماية الجنرال بوربون، الديكتاتور العسكري لكوستا مورادا، الذي سيدلي بشهادته ضد منتجي المخدرات الرئيسيين في وطنه. ومع ذلك، اتضح أن كل ذلك كان خدعة لضمان صمت بوربون بشأن الفساد في أعلى مستويات الحكومة الأمريكية. بينما كان عملاء الحكومة يحاولون نقل بوربون بعيدًا في طائرة مائية، أطلق كروكيت وتابس على الطائرة المائية، مما أسفر عن مقتل كل من كان على متنها. عندما هدد الوكيل الرئيسي المكلف بالقضية، العقيد أندرو بيكر، بأخذ شاراتهم لأفعالهم، قاموا بإلقاء شاراتهم على الأرض واستقالتهم من قوة الشرطة باشمئزاز، على الرغم من مناشدات كاستيلو بإعادة النظر. بعد أن حزم ممتلكاته الشخصية القليلة في حقيبة من القماش الخشن، يلتقي كروكيت مع تابس، الذي سيعود إلى نيويورك، للمرة الأخيرة ويعرض عليه رحلة إلى المطار في سيارته «الفيراري» «المسروقة»، بينما هو نفسه ينوي «اتجه جنوبا حيث المياه دافئة والمشروبات باردة ولا أعرف أسماء اللاعبين».
تم استخدام اسم «سوني كروكيت» سابقًا للإشارة إلى مجرم لعبه الممثل دينيس بيركلي في هيل ستريت بلوز عام 1983، حيث كان المؤلف أنتوني يركوفيتش كاتبًا. من قبيل الصدفة، ظهر غريغوري سييرا ، الذي لعب لاحقًا دور المشرف الأصلي لـ كروكيت (قبل تمثيل إدوارد جيمس أولموس) في نفس الحلقات.

### فيلم
بالنسبة لتصوير فيلم ميامي فايس لعام 2006، تم إعادة اختراع جيمس «سوني» كروكيت بالكامل وبالتالي لم يكن له أي علاقة بشخصية المسلسل التلفزيوني. لم يكن لديه خلفية درامية، فالخلفية الدرامية الوحيدة كانت لاسمه المستعار سوني بورنيت. حملت النسخة التلفزيونية من كروكيت الكثير من الأمتعة الشخصية، وبالتالي فإن كروكيت الجديدة، على النقيض من ذلك، يمكن أن تكون خفيفة وأنيقة، مع عدم وجود خلفية خلفية لتثقل كاهل الصورة بالعرض. تظهر النسخة السينمائية من فيلم كروكيت على أنها صارمة، ومتعجرفة، ومغازلة بشكل متحفظ ومندفع إلى حد ما، ولكنها مع ذلك ضابط سري متفاني مخلص لفريقه.

## استقبال

### الجوائز وشهادات التقدير
| سنة  | نتيجة  | جائزة                    | فئة                               | المستلم (المستلمون) |
| ---- | ------ | ------------------------ | --------------------------------- | ------------------- |
| 1985 | رشح    | جوائز إيمي               | أفضل ممثل في مسلسل درامي          | دون جونسون          |
| 1986 | الفائز | الجائزة العالمية الذهبية | أفضل ممثل في مسلسل تلفزيوني درامي | دون جونسون          |
| 1987 | رشح    | الجائزة العالمية الذهبية | أفضل ممثل في مسلسل تلفزيوني درامي | دون جونسون          |

## التأثير على الثقافة الشعبية
في عام 2006، بالتزامن مع إصدار الفيلم الروائي، أطلق سراح شخصية جيمس «سوني» كروكيت. وتضمنت صورة كروكيت وتمساح بلاستيكي. في عام 2006، تم إصدار جراند ثفت أوتو: فايس سيتي ستوريز، وتضمنت شخصية تستند إلى كروكيت، الذي يتفاعل مع لانس فانس، بصوت فيليب مايكل توماس، وفيل كولينز نفسه، الذي يؤدي نسخة كاملة الطول داخل اللعبة من «في الهواء الليلة».
في مشهد محذوف من حلقة المكتب "Special Project "، دخل ستانلي مكتب آندي مرتديًا بدلة بيضاء وقميصًا ورديًا. يمضي فيليس في ملاحظة «أين كروكيت؟» الذي يرد عليه ستانلي «أنا كروكيت».
في باك تو ذا فيوتشر: ذا جيم ، يعد سوني كروكيت أحد الأسماء المستعارة التي يمكن للاعب اختيارها لـ مارتي ماكفلاي .
تم نقل قصة سونى الخلفية عن براعة كرة القدم الجامعية وكونه من قدامى المحاربين في حرب فيتنام إلى شخصية Bobby Bridges في برنامج دون جونسون الآخر الشرطي ناش بريدجز.
في المسلسل الكوميدي التلفزيوني 30 روك، يمتلك كينيث بارسيل ببغاء أليف يُدعى سوني كروكيت، ولكن حقيقة أنه امتلكه لمدة 60 عامًا تشير إلى أنه لم يتم تسميته باسم الشخصية.
في فيلم المجند لعام 2003، يلعب كولين فاريل لعبة البوكر مع زميل متدرب في وكالة المخابرات المركزية ويلاحظ منافسه الأساسي «من أنت ، سوني كروكيت؟»، مع الأخذ في الاعتبار أنه سينتهي به الأمر بلعب دور سوني كروكيت في فيلم ميامي فايس لعام 2006 بعد ثلاث سنوات فقط.